# Elecciones estatales de Michoacán de 2021
Las elecciones estatales de Michoacán, oficialmente denominadas Proceso Electoral 2020-2021, fueron las elecciones que se realizaron el domingo 6 de junio de 2021 organizadas por el Instituto Electoral de Michoacán (IEM) como parte de las elecciones de México de 2021. En ellas se renovaron los siguientes cargos de elección popular:
- Gobernador de Michoacán. Titular del Poder Ejecutivo del estado, electo para un periodo de seis años, sin posibilidad de reelección. El candidato electo fue Alfredo Ramírez Bedolla.
- 40 diputados del Congreso del Estado. De los cuales 24 fueron elegidos por mayoría relativa y 16 por representación proporcional.
- 112 ayuntamientos. Compuestos por un presidente municipal y sus regidores. Electos para un periodo de tres años, no reelegibles para el periodo siguiente.

## Organización

### Partidos políticos
En las elecciones locales los diez partidos políticos con registro nacional existentes en aquel momento tuvieron derecho a participar: Partido Acción Nacional (PAN), Partido Revolucionario Institucional (PRI), Partido de la Revolución Democrática (PRD), Partido del Trabajo (PT), Partido Verde Ecologista de México (PVEM), Movimiento Ciudadano (MC), Morena, Partido Encuentro Solidario (PES), Fuerza por México (FxM) y Redes Sociales Progresistas (RSP).

### Proceso electoral
La campaña electoral para la gubernatura inicia el 4 de abril de 2021, mientras que las campañas para las diputaciones y alcaldías inician el 19 de abril. El periodo de campañas concluye el 2 de junio. La votación está programada para celebrarse el 6 de junio de 2021, de las 8 de la mañana a las 6 de la tarde, en simultáneo con las elecciones federales. Se estima que el computo final de resultados se publique el 13 de junio.

### Distritos electorales
Para la elección de diputados de mayoría relativa del Congreso del Estado de Michoacán, la entidad se divide en 24 distritos electorales.
| Distrito | Cabecera        | Municipios | Mapa |
| -------- | --------------- | ---------- | ---- |
| 1        | La Piedad       | 8          |      |
| 2        | Puruándiro      | 10         |      |
| 3        | Maravatío       | 6          |      |
| 4        | Jiquilpan       | 7          |      |
| 5        | Paracho         | 8          |      |
| 6        | Zamora          | 1          |      |
| 7        | Zacapu          | 5          |      |
| 8        | Tarímbaro       | 7          |      |
| 9        | Los Reyes       | 8          |      |
| 10       | Morelia         | 1          |      |
| 11       | Morelia         | 1          |      |
| 12       | Hidalgo         | 4          |      |
| 13       | Zitácuaro       | 3          |      |
| 14       | Uruapan         | 1          |      |
| 15       | Pátzcuaro       | 7          |      |
| 16       | Morelia         | 1          |      |
| 17       | Morelia         | 1          |      |
| 18       | Huetamo         | 10         |      |
| 19       | Tacámbaro       | 7          |      |
| 20       | Uruapan         | 1          |      |
| 21       | Coalcomán       | 8          |      |
| 22       | Múgica          | 8          |      |
| 23       | Apatzingán      | 3          |      |
| 24       | Lázaro Cárdenas | 1          |      |

## Candidaturas y coaliciones

### Equipo por Michoacán
El Partido Acción Nacional (PAN), el Partido Revolucionario Institucional (PRI) y el Partido de la Revolución Democrática (PRD) acordaron formar una alianza para presentarse en conjunto en las elecciones estatales. Como parte del acuerdo, el PRD designará al candidato a la gubernatura. Los dirigentes estatales del PAN y del PRD le han pedido al ex secretario de gobierno del estado, Carlos Herrera Tello, que se postule como aspirante a la candidatura de la coalición.
El 18 de diciembre de 2020 se registraron como aspirantes a la candidatura a la gubernatura por el PRD Antonio Soto Sánchez, diputado del Congreso del Estado de Michoacán y Carlos Herrera Tello. El 4 de enero de 2021 Herrera Tello también se registró como el único aspirante del PAN para la candidatura a gobernador. Y el 1 de febrero fue postulado por el PRI como su aspirante para la gubernatura.

### Juntos Hacemos Historia
El 24 de diciembre de 2020 el partido Movimiento Regeneración Nacional (Morena) y el Partido del Trabajo (PT) acordaron presentarse en coalición para las elecciones estatales. El 30 de diciembre, el dirigente de Morena, Mario Delgado Carrillo, anunció como candidato para la gubernatura a Raúl Morón Orozco, presidente municipal de Morelia.
El 25 de marzo de 2021 el Instituto Nacional Electoral (INE) decidió anular el registro de Raúl Morón como candidato a la gubernatura debido a que presentó de manera extemporanea su reporte de gastos de precampaña. Morón impugnó la decisión del instituto el 31 de marzo ante el Tribunal Electoral del Poder Judicial de la Federación. El tribunal determinó el 9 de abril que el INE debía revaluar la sanción tomando en consideración los argumentos presentados por Morón Orozco para su defensa. El 13 de abril el INE cumplió con la sentencia y determinó nuevamente cancelar la candidatura de Morón.
El 28 de abril, después de apelar por segunda vez ante el tribunal y recibir la negativa definitiva a la candidatura de Morón, la coalición designó al diputado estatal Alfredo Ramírez Bedolla como su candidato para la gubernatura del estado.

### Partido Verde Ecologista de México
Aunque el Partido Verde Ecologista de México (PVEM) es parte de la coalición «Juntos hacemos historia» a nivel nacional, la dirigencia estatal decidió participar en solitario en las elecciones de Michoacán. El 15 de diciembre de 2020 se registró Juan Antonio Magaña como candidato del partido a la gubernatura del estado.

### Movimiento Ciudadano
En el partido Movimiento Ciudadano (MC) se registraron dos aspirantes a la candidatura del partido para la gubernatura: Alberto Abraham Sánchez Martínez y Ramón Ceja Romero, diputado del Congreso del Estado de Michoacán y del Congreso de la Unión. El 23 de marzo de 2021 el partido registró como candidata a Mercedes Calderón García, expresidente municipal de Pátzcuaro.

### Partido Encuentro Solidario
El Partido Encuentro Solidario (PES), por ser una organización política recién creada, está impedido por ley para formar coaliciones. El 9 de diciembre de 2020 el partido presentó como su candidato a la gubernatura a Hipólito Mora, fundador de los Grupos de Autodefensa Comunitaria de Michoacán.

### Redes Sociales Progresistas
El partido Redes Sociales Progresistas (RSP), por ser una organización política recién creada, está impedida por ley para formar coaliciones. El 12 de enero de 2021 el partido presentó como su candidato a la gubernatura al empresario Alberto Abraham Sánchez Martínez. El 25 de marzo el Instituto Nacional Electoral anuló su candidatura debido a que no reportó sus gastos de precampaña. El 9 de abril el Tribunal Electoral del Poder Judicial de la Federación revoco la resolución del INE, devolviendo la candidatura a Abraham Sánchez Martínez. El 14 de mayo de 2021 Abraham Sánchez declinó su candidatura en favor de Alfredo Ramírez Bedolla.

### Fuerza por México
El partido Fuerza por México (FPM), por ser una organización política recién creada, está impedido por ley para formar coaliciones. El 4 de enero de 2021, el líder del partido, Pedro Haces Barba, le ofreció la candidatura para gobernador al senador Cristóbal Arias Solís, quién previamente había intentado conseguir la postulación de Morena al mismo cargo. El 11 de enero de 2021 Arias aceptó la oferta del partido.

## Encuestas para la gubernatura

### Por partido político
| Encuestadora          | Fecha                        |        |        |       |        |       | Otro   | Ninguno/No sabe |
| --------------------- | ---------------------------- | ------ | ------ | ----- | ------ | ----- | ------ | --------------- |
| Encuestadora          | Fecha                        |        |        |       |        |       | Otro   | Ninguno/No sabe |
| Campaigns & Elections | noviembre de 2019            | 13%    | 10%    | 5%    | 30%    | —     | 4%     | 38%             |
| Analítica media       | mayo de 2020                 | 10.4%  | 15.2%  | 8.3%  | 29.1%  | —     | 5.3%   | 31.7%           |
| Campaigns & Elections | junio de 2020                | 20%    | 17%    | —     | 45%    | —     | 18%    | —               |
| Demoscopia digital    | 1 y 2 de agosto de 2020      | 12.84% | 11.03% | 5.40% | 35.36% | 6.22% | 6.60%  | 22.55%          |
| Elección México       | 1 a 16 de agosto de 2020     | 7%     | 13%    | 3%    | 52%    | —     | —      | 25%             |
| Campaigns & Elections | 28 de septiembre de 2020     | 28%    | 18%    | 13%   | 41%    | —     | —      | —               |
| Demoscopia digital    | 4 de octubre de 2020         | 12.67% | 12.11% | 6.51% | 32.44% | 5.12% | 7.96%  | 23.19%          |
| Consulta Mitofsky     | octubre de 2020              | 14.2%  | 11.1%  | 8.7&  | 28.4%  | —     | 6.6%   | 31.0%           |
| Consulta Mitofsky     | 17 a 19 de noviembre de 2020 | 13.1%  | 10.8%  | 8.1%  | 28.6%  | —     | 6.1%   | 33.3%           |
| Demoscopia digital    | 12 de noviembre de 2020      | 12.19% | 11.22% | 7.35% | 30.65% | 5.69% | 11.88% | 20.75%          |
| Campaigns & Elections | 13 de noviembre de 2020      | 16%    | 19%    | 8%    | 50%    | —     | 7%     | —               |
| El Financiero         | 15 de diciembre de 2020      | 9%     | 7%     | 5%    | 38%    | —     | 7%     | 34%             |

### Por candidato
| Encuestadora                              | Fecha                  | Herrera | Morón   | Mora  | Arias | Otro   | Ninguno/No sabe |
| ----------------------------------------- | ---------------------- | ------- | ------- | ----- | ----- | ------ | --------------- |
| Encuestadora                              | Fecha                  |         |         |       |       | Otro   | Ninguno/No sabe |
| Demoscopia digital                        | 1 de enero de 2021     | 21.4%   | 27.6%   | —     | 9.4%  | 10.7%  | 26.2%           |
| Campaigns & Elections                     | 18 de enero de 2021    | 35%     | 41%     | 4%    | 6%    | —      | 14%             |
| Campaigns & Elections                     | 1 de febrero de 2021   | 40%     | 23%     | 6%    | 10%   | —      | 21%             |
| Demoscopia digital                        | 1 de febrero de 2021   | 21.1%   | 25.3%   | —     | 13.2% | 13.6%  | 26.8%           |
| Heraldo Media Group                       | 8 de febrero de 2021   | 22.8%   | 28.8%   | 2.6%  | 9.6%  | 13.2%  | 23.1%           |
| Massive Caller                            | 9 de febrero de 2021   | 23.9%   | 30.8%   | 6.8%  | 8.7%  | 7.6%   | 22.2%           |
| Campaigns & Elections                     | 14 de febrero de 2021  | 36%     | 33%     | 3%    | 9%    | —      | 19%             |
| Massive Caller                            | 15 de febrero de 2021  | 22.2%   | 33.9%   | 3.1%  | 6.9%  | 7.5%   | 21.1%           |
| Massive Caller                            | 22 de febrero del 2021 | 19.1%   | 36.2%   | 4.1%  | 3.3%  | 13.6%  | 23.7%           |
| Demoscopia digital                        | 26 de febrero del 2021 | 20.3%   | 24.8%   | —     | 14.6% | 14.8%  | 25.5%           |
| Arias Consultores                         | 27 de febrero de 2021  | 15.2%   | 57.2%   | 5.5%  | 12.2% | 0.9%   | 9.0%            |
| Campaigns & Elections                     | 1 de marzo de 2021     | 37%     | 32%     | 2%    | 8%    | —      | 21%             |
| Massive Caller                            | 1 de marzo del 2021    | 26%     | 36.3%   | 4.3%  | 2%    | 11%    | 23.4%           |
| Massive Caller                            | 8 de marzo del 2021    | 26%     | 34.8%   | 4.9%  | 6.4%  | 9.5%   | 18.4%           |
| Demoscopia digital                        | 9 de marzo del 2021    | 19.8%   | 26.5%   | 3.4%  | 12.2% | 11.4%  | 27.3%           |
| Heraldo Media Group                       | 9 de marzo de 2021     | 18.2%   | 28.1%   | 2.5%  | 10.3% | 9.5%   | 28.7%           |
| Campaigns & Elections                     | 10 de marzo del 2021   | 32%     | 32%     | 5%    | 9%    | —      | 22%             |
| Arias Consultores                         | 11 de marzo de 2021    | 12.2%   | 53.1%   | 1.2%  | 21.3% | 1.3%   | 11.0%           |
| Massive Caller                            | 15 de marzo del 2021   | 27.1%   | 33.1%   | 4.7%  | 5.2%  | 14.1%  | 15.8%           |
| Poligrama                                 | 17 de marzo del 2021   | 16.99%  | 34.29%  | 5.86% | 7.37% | 12.33% | 23.16%          |
| Demoscopia digital                        | 18 de marzo del 2021   | 18.3%   | 28.7%   | 2.9%  | 10.6% | 9.7%   | 29.8%           |
| Campaigns & Elections                     | 22 de marzo de 2021    | 34%     | 33%     | 3%    | 10%   | —      | 20%             |
| Massive Caller                            | 22 de marzo del 2021   | 24.7%   | 37.5%   | 4.9%  | 3.9%  | 10.4%  | 18.5%           |
| El INE anula la candidatura de Raúl Morón |                        |         |         |       |       |        |                 |
| Encuestadora                              | Fecha                  | Herrera | Morena  | Mora  | Arias | Otro   | Ninguno/No sabe |
| Encuestadora                              | Fecha                  |         |         |       |       | Otro   | Ninguno/No sabe |
| México Elige                              | 30 de marzo de 2021    | 27.8%   | 38.7%   | 3.6%  | 9.2%  | 11.6%  | 9.1%            |
| Campaigns & Elections                     | 5 de abril del 2021    | 34%     | 36%     | 7%    | 0%    | 19%    | 4%              |
| Heraldo Media Griup                       | 5 de abril del 2021    | 19.8%   | 44%     | 3.7%  | 4.1%  | 11.2%  | 17.2%           |
| Massive Caller                            | 5 de abril del 2021    | 23.3%   | 35.5%   | 5.5%  | 4.4%  | 11.6%  | 19.7%           |
| El Financiero                             | 6 de abril del 2021    | 37%     | 43%     | 1%    | 8%    | 11%    | 0%              |
| Demoscopia Digital                        | 6 de abril del 2021    | 22.3%   | 35.8%   | 2.5%  | 9.3%  | 8.5%   | 21.6%           |
| Campaigns & Elections                     | 12 de abril del 2021   | 35%     | 37%     | 5%    | 3%    | 3%     | 17%             |
| Massive Caller                            | 12 de abril del 2021   | 29%     | 36.2%   | 5.5%  | 3.3%  | 10%    | 16%             |
| Demoscopia Digital                        | 17 de abril del 2021   | 23.5%   | 36.7%   | 3.8%  | 7.6%  | 9.6%   | 18.8%           |
| Campaigns & Elections                     | 19 de abril del 2021   | 38%     | 36%     | 4%    | 6%    | 4%     | 12%             |
| Massive Caller                            | 19 de abril del 2021   | 29.7%   | 34.2%   | 5.1%  | 4.3%  | 10.7%  | 16%             |
| México Elige                              | del 21 al 25 del 2021  | 30%     | 45.1%   | 3.7%  | 5.4%  | 12.3%  | 3.5%            |
| Campigns & Elections                      | 26 de abril del 2021   | 40%     | 35%     | 1%    | 3%    | 5%     | 16%             |
| Massive Caller                            | 26 de abril del 2021   | 31.8%   | 33.1%   | 5%    | 3.1%  | 8.4%   | 18.6%           |
| Demoscopia Digital                        | 27 de abril del 2021   | 21.4%   | 38.1%   | 4.2%  | 5.6%  | 10.4%  | 20.3%           |
| Morena postula a Alfredo Ramírez Bedolla  |                        |         |         |       |       |        |                 |
| Encuestadora                              | Fecha                  | Herrera | Ramírez | Mora  | Arias | Otro   | Ninguno/No sabe |
| Encuestadora                              | Fecha                  |         |         |       |       | Otro   | Ninguno/No sabe |
| Campigns & Elections                      | 3 de mayo del 2021     | 45%     | 38%     | 4%    | 6%    | 3%     | 3%              |
| Heraldo Media Group                       | 3 de mayo del 2021     | 27.2%   | 36.6%   | 2.5%  | 4.3%  | 11.7%  | 17.7%           |
| ElFinanciero                              | 25 de mayo del 2021    | 37.8%   | 34.2%   | 3.4%  | 5.3%  | 8.6%   | 10.7%           |
| Massive Caller                            | 3 de mayo del 2021     | 31.8%   | 37.9%   | 3.3%  | 4.3%  | 10.2%  | 12.5%           |
| Demoscopia Digital                        | 7 de mayo del 2021     | 30.7%   | 30.3%   | 4.3%  | 8.6%  | 9.5%   | 16.6%           |
| Campaigns & Elections                     | 10 de mayo del 2021    | 39%     | 41%     | 2%    | 2%    | 5%     | 11%             |
| Massive Caller                            | 10 de mayo del 2021    | 31.7%   | 38.9%   | 4.6%  | 1.1%  | 11.2%  | 12.5%           |
| Demoscopia digital                        | 12 de mayo del 2021    | 33.2%   | 31.4%   | 4.1%  | 7.2%  | 11.4%  | 12.7%           |
| Arias Consultores                         | 14 de mayo del 2021    | 39.7%   | 45.1%   | -     | 4.5%  | 8.7%   | 2.1%            |
| MEBA                                      | 17 de mayo del 2021    | 29.4%   | 28.2%   | 4.3%  | 2.0%  | 19.1%  | 17.0%           |
| Demoscopia digital                        | 17 de mayo del 2021    | 36.9%   | 33.7%   | 3.2%  | 5.6%  | 9.8%   | 10.8%           |
| Campaigns & Elections                     | 17 de mayo del 2021    | 37%     | 43%     | 3%    | 1%    | 5%     | 11%             |
| La Voz de Michoacán                       | 17 de mayo del 2021    | 29.8%   | 27.9%   | 4.1%  | 2.1%  | 18.6%  | 17.5%           |
| Massive Caller                            | 17 de mayo del 2021    | 34.1%   | 37%     | 4.3%  | 1.4%  | 6.8%   | 11.4%           |
| Mitofsky                                  | 18 de mayo del 221     | 31%     | 42%     | 2.6%  | 2%    | 10.5%  | 16.9%           |
| México Elige                              | 19 de mayo del 2021    | 38.7%   | 38%     | 4.6%  | 4.9%  | 11.7%  | 2.1%            |
| Grupo Reforma                             | 20 de mayo del 2021    | 44%     | 41%     | 3%    | 1%    | 11%    | 0%              |
| Demoscopia digital                        | 22 de mayo del 2021    | 37.3%   | 34.1%   | 3.1%  | 5.5%  | 9.6%   | 10.4%           |
| Campaigns & Elections                     | 23 de mayo del 2021    | 41%     | 44%     | 4%    | 1%    | 3%     | 7%              |
| Massive Caller                            | 24 de mayo del 2021    | 33.7%   | 40.4%   | 3.0%  | 4.7%  | 8.3%   | 9.7%            |
| Demoscopia digital                        | 25 de mayo del 2021    | 37.8%   | 34.2%   | 3.4%  | 5.3%  | 8.6%   | 10.7%           |
| Enkoll                                    | 25 de mayo del 2021    | 26%     | 31%     | 3%    | 3%    | 15%    | 22%             |
| Arias Consultores                         | 26 de mayo del 2021    | 38.6%   | 41.3%   | —     | 3.8%  | 4.6%   | 11.5%           |
| Heraldo Media Group                       | 28 de mayo del 2021    | 35.9%   | 44.4%   | 4.5%  | 3.1%  | 12.1%  | 0%              |
| Campaigns & Elections                     | 30 de mayo del 2021    | 41%     | 46%     | 5%    | 1%    | 2%     | 5%              |
| Del Financiero                            | 31 de mayo del 2021    | 46%     | 43%     | 0%    | 0%    | 11%    | 0%              |
| Demoscopia digital                        | 31 de mayo del 2021    | 38.5%   | 35.2%   | 5.1%  | 3.8%  | 6.1%   | 8.9%            |
| Massive Caller                            | 31 de mayo del 2021    | 34%     | 38.6%   | 3.4%  | 2%    | 8.9%   | 13.1%           |
| Arias Consultores                         | 31 de mayo del 2021    | 39.9%   | 44.9%   | —     | 2%    | 12.5%  | 0.6%            |
| Enkoll                                    | 31 de mayo del 2021    | 35%     | 43%     | 5%    | 7%    | 10%    | —               |
| Demoscopia digital                        | 2 de junio del 2021    | 39.8%   | 36.4%   | 3.2%  | 2.2%  | 8.6%   | 9.8%            |
| Smart Data                                | 2 de junio del 2021    | 28%     | 27%     | 6%    | 10%   | 8%     | 20%             |
| Poligrama                                 | 2 de junio del 2021    | 41.75%  | 38.16%  | 4.21% | 3.16% | 7.14%  | 6.58%           |
| MEBA                                      | 2 de junio del 2021    | 32.4%   | 29.3%   | 0%    | 0%    | 13.4%  | 24.9%           |

## Resultados

### Gobernador
|  | 41.77 % |

|  | 38.92 % |

|  | 5.71 % |

|  | 3.81 % |

|  | 3.13 % |

|  | 2.22 % |

|  | 0.93 % |

|  | 96.49 % |

|  | 3.51 % |

1. ↑  Abraham Sánchez Martínez declinó su candidatura en favor de Alfredo Ramírez Bedolla el 14 de mayo.[26]
2. ↑  Abraham Sánchez Martínez declinó su candidatura en favor de Alfredo Ramírez Bedolla el 14 de mayo.[26]

### Congreso del Estado de Michoacán
|  | 29.39 % |

|  | 13.88 % |

|  | 12.86 % |

|  | 11.98 % |

|  | 8.49 % |

|  | 6.08 % |

|  | 4.82 % |

|  | 3.43 % |

|  | 2.79 % |

|  | 1.82 % |

|  | 0.10 % |

|  | 4.29 % |

|  | 0 % |

### Ayuntamientos
|  | 25.07 % |

|  | 16.71 % |

|  | 13.56 % |

|  | 13.14 % |

|  | 7.48 % |

|  | 6.30 % |

|  | 4.94 % |

|  | 3.71 % |

|  | 2.83 % |

|  | 1.77 % |

|  | 1.12 % |

|  | 96.73 % |

|  | 3.27 % |